# Folkitalia
Folkitalia era un programma televisivo italiano, trasmesso in 10 puntate da Rai 3, dal 7 maggio 1983 al 16 luglio dello stesso anno, per la regia di Nanni Mandelli.
L'autore era Alfonso De Liguoro, mentre il conduttore e curatore era Toni Cosenza.